# Taku spinosocarinatus
Taku spinosocarinatus is een bidsprinkhaankreeftensoort uit de familie van de Takuidae. De wetenschappelijke naam van de soort is voor het eerst geldig gepubliceerd in 1909 door Fukuda.